# 위키백과의 젠더 편향
위키백과의 젠더 편향은 온라인 백과사전 위키백과, 특히 영어 위키백과에 대한 비판으로, 위키백과 편집자의 다수가 남성이라는 사실로 인해 컨텐츠에 본질적, 양적 편향이 존재함을 일컫는다. 이는 위키백과에 대한 비판 중 가장 흔한 부류에 속하며, 위키백과의 체제적 편향의 일부라고 할 수 있다. 위키백과를 운영하는 위키미디어 재단은 이러한 비판에 동의하고 있으며, 여성 편집자의 참여를 높이기 위한 시도를 진행하고 있다.

## 연구 결과
몇몇 연구에 의하면 전체 위키백과 편집자 중 오직 8.5-16 퍼센트만이 여성이다. 이로 인해 위키백과는 일부 학자 및 언론인으로부터 남성 기여자 위주이며 여성 또는 여성에게 중요한 주제에 대한 문서는 내용이 짧거나 그 수가 적다는 비판을 받은 바 있다. 뉴욕타임즈는 위키백과의 낮은 여성 참여율이 여타의 "사고 리더십 공개 포럼들(public thought-leadership forums)"에서 나타나는 낮은 여성 참여율과 관련 있을 수 있음을 지적하였다. 2009년에 위키미디어 재단에서 수행한 연구에 의하면 500 회 이상 편집에 참여한 사람 중 여성의 비율은 6%에 불과했으며, 남성 편집자들은 평균적으로 두 배가량 편집 횟수가 더 높은 것으로 드러났다.
2010년에 유엔 대학교와 UNU-MERIT은 글로벌 위키백과 연구 결과의 개요를 공동 발표하였다. 2011년 1월 30일에 뉴욕타임즈의 한 기사에서는 위키미디어 재단의 해당 발표를 인용하며, 위키백과 기여자 중 여성은 13% 미만임을 보도하였다. 당시 재단의 이사(executive director)였던 수 가드너는 다양성의 증가는 "가능한한 최고의" 백과사전을 만들기 위한 노력이었다고 밝혔다. 해당 기사에서는 여성 참여를 저해할 가능성이 있는 요인들로 "강박적인 팩트 우선주의(obsessive fact-loving realm)", "하드코어한 컴퓨터 전문가 집단들(hard-driving hacker crowd)", "대하기 어려운 사람들, 예를 들면 여성혐오주의자에게도 열린 자세로 접근해야할" 필요성 등을 꼽았다. 2013년 발표된 한 논문(Hill and Shaw)에서는 위 연구의 데이터에 교정적 추정 기법을 적용한 결과 통계 수치를 상향 조정할 필요가 있음을 제안하였다. 이 연구에 의하면 여성 참여 비율은 미국 성인 여성 기준 22.7%, 전체적으로는 16.1%이다.
2011년 2월, 타임지는 "위키백과, 여성들은 어디에 있나?"라는 제하의 연재 기사를 실었다. 정보과학 및 언어학 교수인 수잔 C. 헤링(Susan C. Herring)은 위키백과 기여자들 사이에 젠더 격차가 있다는 사실이 놀랍지 않다고 밝혔다. 문서의 내용에 대한 토론이 이루어지는 "토론" 페이지는 논쟁적 성격이 강한 탓에 여성들에게 매력적으로 다가오지 않으며 오히려 "보는 즉시 두려움"을 줄 수 있다고 말했다. 조셉 M. 레이글도 "컴퓨터 전문가적 엘리트주의 문화"와 커뮤니티 내에서 불균형적으로 많은 충돌을 일으키는 소수 구성원들 등의 요소가 결합하여 여성에게 덜 매력적으로 느껴질 수 있다며 비슷한 반응을 보였다. 그는 또한 "자유와 개방이라는 이념과 수사적 표현이, 첫째 부적절하거나 공격적인 발언에 대한 우려를 표현하면 이를 '검열'이라고 부르며 억누르고, 둘째 여성의 저조한 참여를 그저 그들의 개인적 선호와 선택의 문제일 뿐이라며 합리화하기 위한 목적으로 쓰일 수 있다"고 지적했다. 저스틴 카셀은 비록 여성들도 남성들과 동등한 지식을 갖추고 있고 자신의 관점을 방어할 수 있지만 "미국 사회에서는 아직도 자신의 주장에 대한 논쟁, 주장, 격렬한 방어 등이 남성적인 태도로 간주되는 경우가 잦고, 여성이 이러한 어투로 발언을 하면 부정적 평가를 불러 일으킬 수 있다"고 말했다.
국제 커뮤니케이션 저널(International Journal of Communication)은 영어 위키백과와 온라인 브리태니커 백과사전에서 수천 건의 인물 전기(biographical subjects) 분야 문서를 뽑아 주제의 포괄성, 젠더 대표성, 문서 길이 등을 비교한 레이글과 로렌 류(Lauren Rhue)의 연구를 게재하였다. 연구에 의하면 위키백과가 절대적인 기준에서는 브리태니커 백과사전에 비해 더 다양한 주제를 다루고 있고, 문서의 길이도 더 길었으며, 여성을 다루는 문서도 더 많았다. 하지만 상대적인 기준에서는 위키백과에 남성에 대한 문서가 누락된 경우에 비해 여성에 대한 문서가 누락된 경우가 더 많았다. 즉, 위키백과가 인물 전기 분야에 있어서 브리태니커 백과사전에 비해 더 포괄적인 정보를 제공하고 있지만 여성에 비해 남성에 대한 정보가 특히 더 많았음을 뜻한다. 달리 말하면 누구를 다루지 않을 것인지를 결정함에 있어서 브리태니커 백과사전이 위키백과에 비해 더 균형 잡혀있다고 말할 수 있다. 다만 양쪽 모두 문서의 길이에 있어서는 젠더에 따른 차이가 발견되지 않았다.
2011년 4월에 위키미디어 재단은 반기별 위키백과 조사를 처음으로 수행하였다. 조사에 따르면 9%의 위키백과 편집자가 여성이었다. 또한 "일부의 인식과는 달리, 조사 결과에 의하면 차별을 받은 느낌이 들었던 적이 있다고 밝힌 여성 편집자는 극소수에 불과하며, 위키백과가 성차별적 환경이라고 느끼는 여성 또한 극히 일부"였다. 하지만 2011년 10월에 개최된 "위키와 열린 협력에 관한 국제 심포지움"에서 발표된 한 논문에 의하면 위키백과에 "...여성 참여에 저항적일 지도 모르는 문화"가 있을 수 있음을 시사하는 증거가 발견되었다.
2014년에 발표된 또다른 연구에 의하면 위키백과 편집자들 사이에는 "인터넷 활용 역량 차이" 또한 존재한다. 논문 저자들에 의하면 위키백과에 기여할 가능성이 가장 높은 집단은 기술이 뛰어난 남성들이며, 역량이 낮은 편집자들 사이에서는 젠더 간 간극이 존재하지 않았다. 논문은 "기술 역량 차이"가 편집자들 사이의 젠더 간극을 더 악화시키고 있다고 결론지었다.
2010년에서 2014년 사이에 교과 과정의 일부로 위키백과 편집 실습이 포함되어 있는 대학 강좌가 위키 교육 재단 프로그램(the Wiki Education Foundation program)에 의해 진행된 바 있으며, 전체 참가자의 61%는 여성이었다. 이들의 기여로 인해 위키백과의 컨텐츠가 대중 문화와 STEM 교육 위주에서 사회 과학과 인문학 분야로 이동되었음이 밝혀졌다.

## 원인

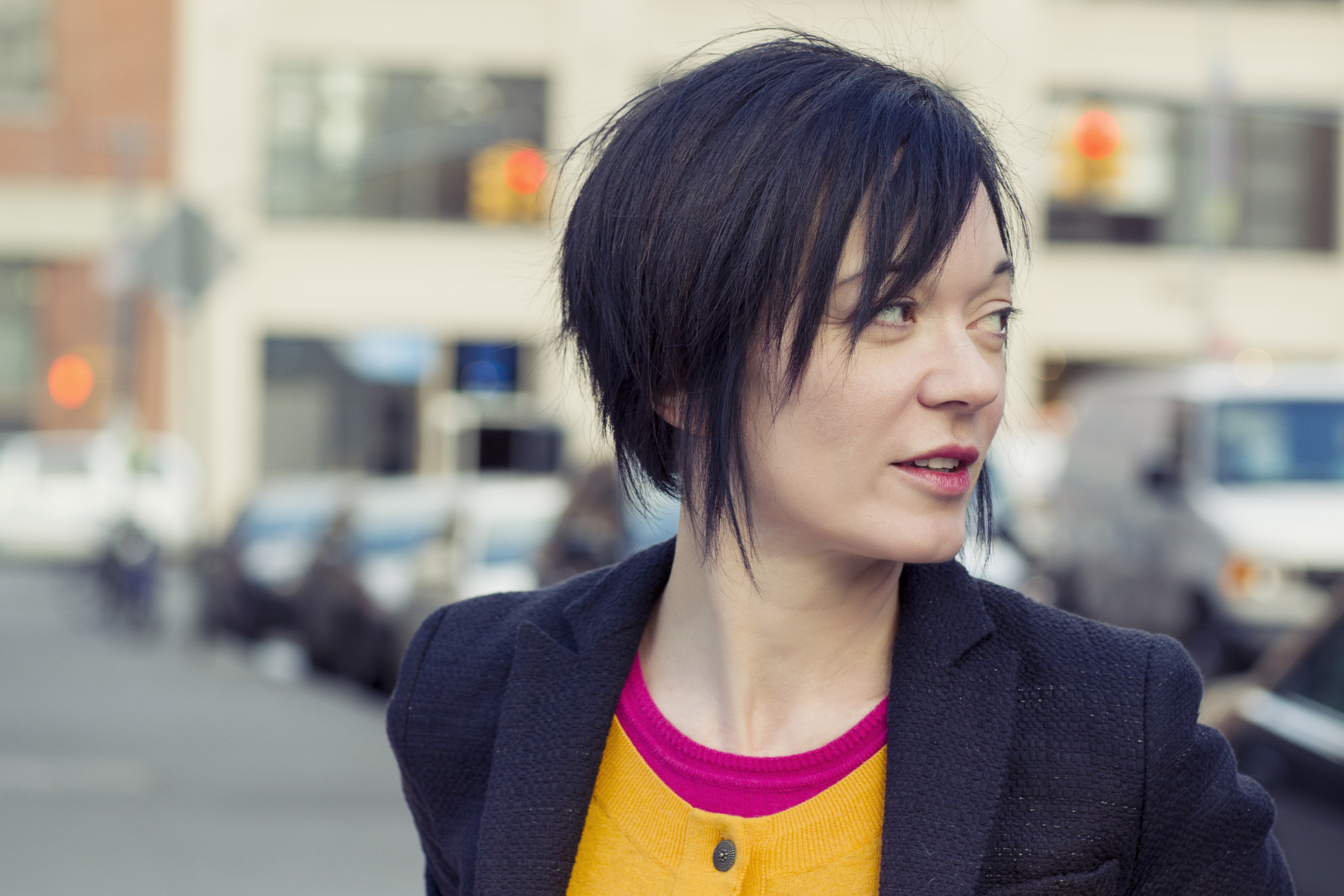
전직 위키미디어 재단 사무총장이였던 수 가드너는 "왜 여성들은 위키백과를 편집하지 않는가"라는 글에서 여성 위키백과 편집자들의 의견을 수집하여 아홉가지 이유를 꼽았다.

젠더 불균형에 대한 여러 원인이 제안된 바 있다. 2010년 연구는 위키백과의 여성 참여율이 13%임을 밝혔는데, 이는 다른 "사고 리더십 공개 포럼들(public thought-leadership forums)"의 평균인 15%와 가까운 수치이다. 위키백과의 연구원인 사라 스티어치(Sarah Stierch)는 위키백과 기여자들이 젠더를 밝히지 않은 경우가 "상당히 일반적"임을 인정하였다. 환영하지 않는 문화, 폭력적고 학대적인 언어를 감내해야하는 점 또한 젠더 격차를 확대하는 원인이다. 2013년 연구에 의하면 새로운 여성 편집자들을 모집하고 유지하는데 실패해왔던 점도 젠더 격차의 또다른 원인이며 위키백과의 주제 포괄성에 부정적 영향을 미친 것으로 밝혀졌다.
전직 위키미디아 재단 이사 수 가드너는 여성 편집자들의 의견을 인용하여 여성이 위키백과를 편집하지 않는 아홉가지 이유를 제시하였다.
1. 사용자 친화성이 떨어지는 사용자 인터페이스
2. 자유 시간의 부족
3. 자신감 부족
4. 충돌을 피하기 위해서, 그리고 긴 편집 전쟁에 참여할 의사가 없기 때문
5. 기여를 해도 되돌려지거나 삭제될 가능성이 높다는 믿음
6. 극히 일부 여성들은 전반적인 분위기가 여성혐오적이라고 느낌
7. 위키백과의 문화가 성차별적임
8. 문법적 성(grammatical gender)이 존재하는 언어의 화자인 경우, 남성으로 지칭될 때 기분이 나쁨
9. 다른 사이트에 비해 사회적 관계를 맺을 기회가 적고 사람들을 환영하는 분위기가 아님

램 등(Lam et al.)에 의하면 남성 중심 주제와 여성 중심 주제 사이의 불균형이 존재하는 점, 여성들은 위키백과의 커뮤니티 관련 활동에 더 적극적인 점, 신규 여성 편집자의 편집이 되돌려질 가능성이 높아진 점, 여성 편집자의 비율이 높은 문서에서는 더 논쟁이 자주 벌어지는 점 등 다양한 이유로 인해 위키백과에는 일부분 여성 배제적 문화가 존재할 가능성이 극히 일부 있다고 한다.
2014년 7월에 미국 국립과학재단은 위키백과의 체제적 젠더 편향 연구에 $200,000를 지출할 계획임을 공표하였다. 이 연구는 줄리아 아담스(Julia Adams)와 한나 브러크너(Hannah Brueckner)가 주도할 예정이다.
연구의 관심 주제 중 하나는 여성에 관한 주제를 편집하는 경우 삭제 요청 태그가 붙을 가능성이 더 높은지 여부이다.

## 반응
가드너가 재단 이사였던 2011년 경 이후로 위키미디어 재단은 위키백과 프로젝트에 젠더 편향이 존재한다는 점을 인정해왔다. 재단은 이 문제를 해결하기 위해 여러 가지 시도를 했으나 가드너에 의하면 이러한 시도들이 얼마나 성공적이었는지에 대한 평가는 회의적이다. 가드너는 또한 "여성들이 갖는 휴식 시간은 매우 짧으며, 이 시간 동안 여성들은 위키백과를 편집하기 보다는 주로 사회적 활동을 하는 경향을 보였다"고 말했다. '여성들은 기술을 그 자체로 즐기기 보다는, 과업을 달성하기 위해 써야하는 도구로 본다. 2011년, 위키미디어 재단은 2015년까지 여성의 참여율을 25%로 끌어 올리겠다는 목표를 설정하였다. 히자민 2013년에 가드너는 "저는 이 문제를 해결하지 못했습니다. 우리는 풀지 못했어요. 위키미디어 재단도 풀지 못했습니다. 재단은 해법을 찾아내지 못했습니다."라고 밝혔다.
헤더 맥 도널드는 2011년에 슬레이트 지에 실린 기고문에서 위키백과의 젠더 불균형에 대해 "존재하지도 않는 문제에 대한 엉뚱한 해결책"이라고 밝히며 "평균적으로 남자와 여자는 관심사도 다르고, 남는 시간을 보내는 방식도 다르기 때문에 위키백과 참여율에 차이가 난다는 설명이 가장 직관적이면서도 우리 모두의 일상적 경험에 부합된다"고 단정했다.
위키백과의 공동 설립자인 지미 웨일스는 2014년 8월 BBC 인터뷰에서 위키미디어 재단이 위키백과의 젠더 편향 문제 해결 노력을 두 배로 증가시킬 계획이라고 말했다. 웨일스는 재단이 더 많은 참여와 더 많은 소프트웨어 개선을 바란다고 밝혔다.

## 여성의 편집 참여 증대를 위한 노력들

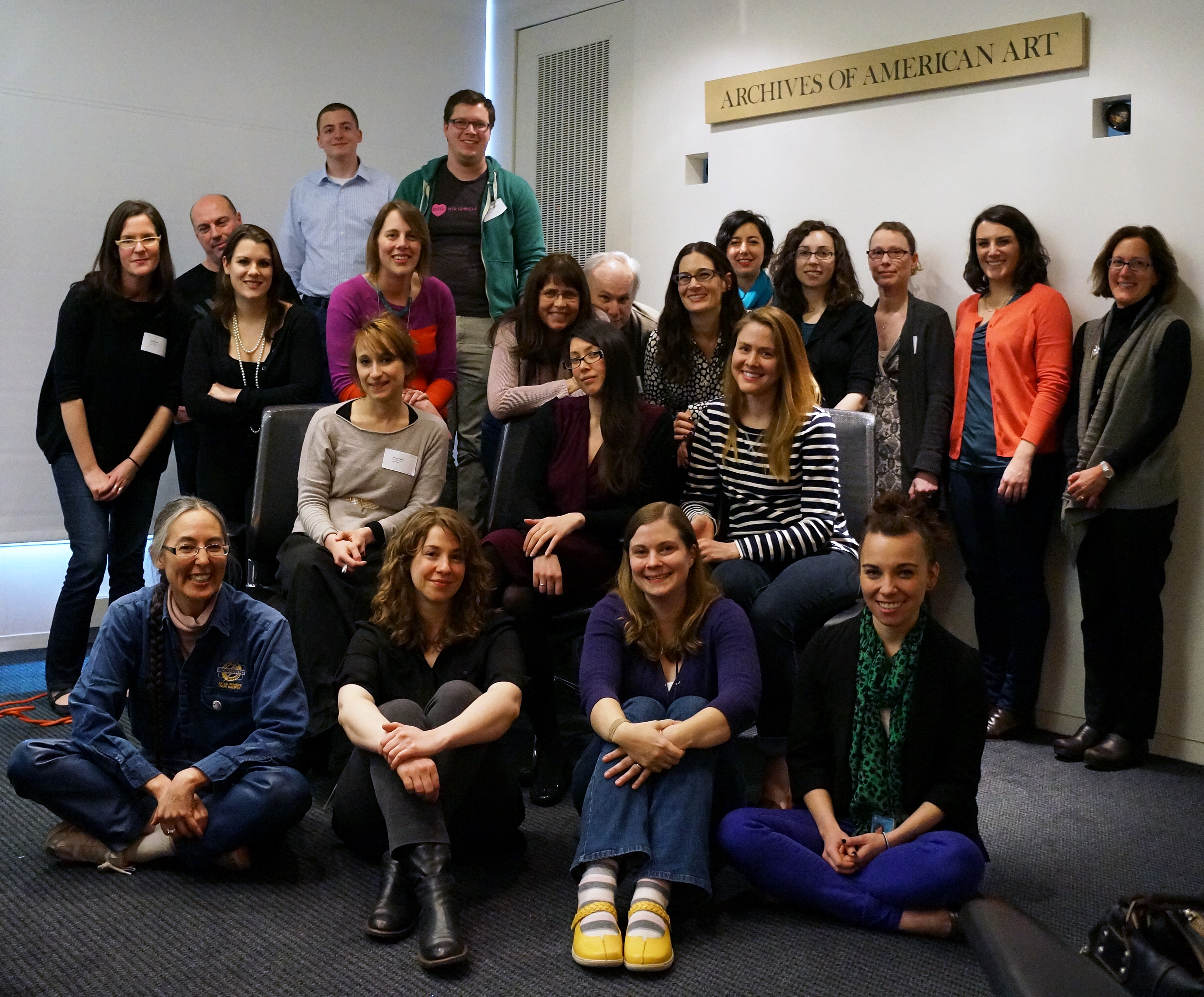
워싱턴 DC에서 열린 "2013 예술에서의 여성" 에디터톤 참석자들

위키백과의 여성 관련 주제를 보강하고 여성의 편집 참여를 장려하기 위한 목적의 에디터톤이 개최되고 있다. 위키미디어 재단은 멘토 파견, 기술 지원 등 다양한 지원을 통해 사람들이 편집 과정을 익힐 수 있도록 도와주고 있다. 최근에 열리는 에디터톤들은 "오스트레일리아에 사는 여성 신경과학자", "유대계 여성"과 같이 매우 구체적인 주제를 다루기도 했다.
시각편집기는 위키백과를 WYSIWYG 방식으로 편집할 수 있도록 개선하는 프로젝트이며 위키미디어 재단에서 자금 지원을 하였다. 젠더 간극을 줄이는 것이 이 프로젝트의 목표 중 하나이다.
컴퓨팅 분야의 기술직 여성을 지원하는 조직인 시스터즈(Systers)는 2015년 기사에서 여성들의 편집 참여 촉구, 여성 편집자들이 고려해야할 안전에 대한 주의사항 등을 다루었다.
신규 사용자에게 친화적인 환경을 제공함으로써 여성의 참여율을 높이는 것을 목표로 하는 "위키백과 티하우스"(The Wikipedia Teahouse) 프로젝트도 출범하였다.
2015년 초에 위키백과 편집자들을 위한 "여성 전용" 공간을 만들자는 제안이 있었으나 위키백과 이용자들의 강한 반대에 부딪혔다.

## 같이 보기
- 차세대 젠더 편향

## 추가 문헌

### 언론 보도
- Bort, Julie (2014년 2월 15일). “A Growing Army Of Women Are Taking On Wikipedia's Sexism Problem”. 《Business Insider》. 2014년 8월 9일에 확인함.
- Filipacchi, Amanda (2013년 4월 24일). “Wikipedia's Sexism Toward Women Novelists”. 《New York Times》 (op-ed).
- Filipacchi, Amanda (2013년 4월 30일). “Sexism on Wikipedia Is Not the Work of 'a Single Misguided Editor'”. 《The Atlantic》 (Atlantic Monthly Group). 2014년 8월 9일에 확인함.
- Gleick, James (2013년 4월 29일). “Wikipedia's Women Problem”. 《New York Review of Books》 (NYREV). 2013년 11월 19일에 확인함.
- Kloppenburg, Julia; Buchem, Ilona; Ducki, Antje; Khayati, Sarah; Weichert, Nils (2014). 《Charting Diversity: Working Together Towards Diversity in Wikipedia》. Berlin: Wikimedia Deutschland. ISBN 978-3-9816799-0-8. 2014년 8월 9일에 확인함.
- Knibbs, Kate (2014년 2월 10일). “Chipping away at Wikipedia's gender bias, one article at a time”. 《The Daily Dot》. 2014년 4월 30일에 확인함.
- Leonard, Andrew (2013년 4월 29일). “Wikipedia’s shame: Sexism isn't the problem at the online encyclopedia. The real corruption is the lust for revenge.”. Salon Media Group. 2014년 8월 9일에 확인함.
- Morris, Kevin (2013년 5월 1일). “Does Wikipedia's sexism problem really prove that the system works?”. 《The Daily Dot》. 2013년 11월 19일에 확인함.
- Zandt, Deanna (2013년 4월 26일). “Yes, Wikipedia is Sexist”. 《Forbes》. 2013년 11월 19일에 확인함.
- Zevallos, Zuleyka (2014년 6월 8일). “Sexism on Wikipedia: Why the #YesAllWomen Edits Matter”. 《othersociologist.com》. Zuleyka Zevallos. 2014년 8월 9일에 확인함.
- “Where Are the Women in Wikipedia?”. 《New York Times》. 2011년 2월 2일. 2014년 8월 9일에 확인함. - Introduction and links to eight opinions.
- Paling, Emma (2015년 10월 21일). “How Wikipedia Is Hostile to Women”. 《The Atlantic》. 2015년 10월 21일에 원본 문서에서 보존된 문서. 2015년 10월 21일에 확인함.

### 관련 연구
- Glott, Ruediger; Schmidt, Philipp; Ghosh, Rishab (March 2010). “Wikipedia Survey: Overview Results” (PDF). 2010년 4월 14일에 원본 문서 (PDF)에서 보존된 문서. 2014년 8월 11일에 확인함.
- Tripp, Dawn Leonard. “How to Edit Wikipedia: Lessons from a Female Contributor”. 《Anita Borg Institute》. 2015년 2월 9일에 원본 문서에서 보존된 문서. 2015년 2월 6일에 확인함.